# Riedbichl
Riedbichl ist ein Ortsteil der Gemeinde Feldkirchen-Westerham. Der Weiler liegt auf einer Höhe von 579 m ü. NN nördlich des Ortsteils Großhöhenrain und hat 12 Einwohner (Stand 31. Dezember 2004).
Koordinaten: 47° 56′ N, 11° 54′ O